# Пономарьов Віктор Семенович
Віктор Семенович Пономарьов (нар. 8 травня 1924, Горлівка, Донецька губернія, УРСР — пом. 27 червня 1972, Кострома, РРФСР) — радянський футболіст та тренер, виступав на позиції захисника та нападника. Майстер спорту СРСР (1949).

## Біографічні відомості
Футбольну кар'єру розпочав 1945 року у футболці московського ВПС. У 1949 році прийняв запрошення від московського «Торпедо», з яким виграв кубок СРСР (у фіналі Кубка СРСР 1945 роки проти «Динамо» Москва (2:1) відзначився переможним голом). На початку 1951 року перейшов до московського ЦБЧА. За армійців провів один матч — 28 червня 1951 року в гостьовому матчі проти горьківського «Торпедо» (5:0) вийшов на заміну та відзначився четвертим голом. По розформуванні ЦБЧА в 1953 році опинився в МВО (Москва). У 1954 році став гравцем сталінського «Шахтаря», де закінчив кар'єру гравця.
По завершенні кар'єри гравця розпочав тренерську діяльність. У 1956 році очолив кадіївський «Шахтар». З 1957 року по червень 1958 року тренував запорізький «Металург». У 1959 році приєднався до тренерського штабу ярославльського «Шинника», в якому з перервами до 1966 року працював на посадах старшого тренера та технічного директора. Потім тренував клуби «Шахтар» Караганда (1963), «Світанок» Красноярськ (1969), «Алга» Фрунзе (1971) та «Спартак» Кострома (1972).
У 1972 році помер у Костромі (за іншими даними — в Ярославлі) за невідомих обставин.
Старший брат Олександр Пономарьов — заслужений майстер спорту і заслужений тренер СРСР. Виступав за «Трактор» (Сталінград), «Торпедо» (Москва) і «Шахтар» (Сталіно). Другий за результативністю гравець в історії чемпіонатів СРСР, член «Клубу Григорія Федотова».

## Досягнення

### Як гравця
«Торпедо» (Москва)
- Кубок СРСР
  -  Володар (1): 1949

ЦБЧА (Москва)
- Чемпіонат СРСР
  -  Чемпіон (1): 1951

- Кубок СРСР
  -  Володар (1): 1951

### Відзнаки
- Майстер спорту СРСР